# Theodor Mittasch
Karl Ernst Theodor Mittasch (* 4. August 1882 in Dresden; † 31. Dezember 1945 im Speziallager Nr. 1 Mühlberg) war ein deutscher Jurist, Amtshauptmann und Ministerialbeamter.

## Leben und Wirken
Er war der Sohn des Dresdner Kaufmanns und späteren Konsuls und Kommerzienrates Ernst Arthur Mittasch († 1935). Nach dem Schulbesuch studierte er Rechtswissenschaft und promovierte zum Dr. jur. Von 1913 bis 1918 war er zunächst als Regierungsassessor und dann als Regierungsamtmann bei der Polizeidirektion Dresden tätig und nahm am Ersten Weltkrieg teil. 1919 wechselte er als Regierungsamtmann an die Amtshauptmannschaft Döbeln, wo seine Beförderung zum Regierungsrat erfolgte. Von 1925 bis Juni 1933 war er Amtshauptmann in der Amtshauptmannschaft Borna und wurde dann als Ministerialrat in das sächsische Innenministerium berufen. Hier war er für Wohlfahrt und Jugendpflege tätig. Nach Lockerung der Aufnahmesperre beantragte er am 8. November 1937 die Aufnahme in die NSDAP und wurde rückwirkend zum 1. Mai desselben Jahres aufgenommen (Mitgliedsnummer 5.823.762). Nach Ende des Zweiten Weltkrieges wurde er von der sowjetischen Besatzungsmacht im Lager Mühlberg interniert, wo er starb. Vom Amtsgericht Hofgeismar wurde im Jahre 1951 sein Tod auf den 31. Dezember 1945 festgestellt.
1917 heiratete er die Tochter des Landgerichtsdirektors Max Richard Brendel.